# Giustiniano Partecipazio
Doge al Veneției între anii 827 și 829, din familia Partecipazio (Participazio, Badoaro, Badoer).
A fost numit co-doge încă din timpul dogatului tatălui său, Agnello Partecipazio, în defavoarea fratelui său, Giovanni.